# Proteuxoa poliocrossa
Proteuxoa poliocrossa är en fjärilsart som beskrevs av Turner 1903. Proteuxoa poliocrossa ingår i släktet Proteuxoa och familjen nattflyn. Inga underarter finns listade i Catalogue of Life.